# OPENTIX兩廳院文化生活
OPENTIX兩廳院文化生活是臺灣最具規模的藝文售票平台，重視使用者體驗，致力打造智慧互動、數位體驗的文化生活入口。OPENTIX以票券出發，連結跨文化內容與跨產品的串聯，包括視覺、文創、展覽、電影、流行樂及周邊商品等線上線下整合，並規劃有不同藝文主題文章可閱覽，豐富文化生活的各種面相。

## 沿革與發展
- 2020年11月20日，「OPENTIX兩廳院文化生活」售票平臺試營運，該平臺由國家兩廳院與廣達電腦共同開發，聚焦於「個人化購票體驗」、「豐富內容整合」、「精準資料庫」（AI/BI智慧）、「會員代管服務」及「嚴密資安防護」，主要銷售表演藝術票券，延伸至展覽、影展、流行樂及文創等產品內容。（OPENTIX兩廳院文化生活會員自此與國家兩廳院會員脫鉤）
- 2021年4月1日，「OPENTIX兩廳院文化生活」正式營運。
- 2021年5月13日，2019冠狀病毒病疫情期間，啟動「雨天撐傘2.0」支持藝術家及表演團隊，協助團隊退延期、代售佣金減免。於6月7日增加「信用卡購票」捐款方式，無論現金或信用卡購票都可將退票轉捐原節目主辦單位，或直接以捐款行動表達支持。
- 2021年8月，「OPENTIX Live」線上觀演功能上線，可支援直播及錄播的線上劇場。[3]
- 2021年11月，「旗艦館」服務推出，提供主辦單位擁有小型品牌官網，可自行安排主題企劃、橫幅廣告及曝光主辦專屬節目訊息。
- 2022年5月6日，啟動「雨天，我們撐傘3.0—攜手支持團隊捐贈方案」。[4]
- 2022年5月18日，發表「2021年度售票數據報告」。[5]
- 2022年7月1日，與中華民國文化部共同合作推出「紅利點數」藝文消費回饋機制。
- 2022年8月，線上退訂服務上線。[6]
- 2022年10月，2022日本「GOOD DESIGN AWARD」優良設計獎日前公布得獎名單，由國家兩廳院與廣達電腦、廣達研究院共同開發的「OPENTIX」從全球5715件參賽作品中脫穎而出，拿下GOOD DESIGN AWARD 2022 BEST 100獎項殊榮，躍上國際舞台。[7]
- 2023年5月25日，發表「2022年度數據報告」。[8]
- 2023年6月，文化幣功能上線：結帳流程新增文化幣折抵選項。[9]
- 2023年10月，OPENTIX網站多國語言翻譯服務上線。[10]
- 2023年12月，「電腦配位」功能上線。[11]
- 2024年4月，主辦單位、標籤『訂閱』功能上線。[12]
- 2024年5月22日，發表「2023年度數據報告」。[13]
- 2024年9月12日，正式突破100萬會員里程碑。[14]

## 使用者體驗與評論
- 兩廳院與廣達聯手、獲日本大獎，OPENTIX得到了高度評價，榮獲有日本設計奧斯卡大獎之稱的「優良設計獎」（GOOD DESIGN BEST100 Award）新票務系統，對於有志於發展城市智慧應用的創新者，OPENTIX是很好的學習對象。[15]
- OPENTIX Live的上線，透露出虛實整合的可能性。這些以往現場演出沒有的嘗試，都讓後人類時代的我們與科技有更深的牽絆，從擁抱科技和數位轉型的角度出發，新日常裡，活動的主辦與演出者，將擁有新的管道，而這些管道，或許亦能創造新的機會和方式，擴大藝文參與。[16]

## 外部連結
- OPENTIX兩廳院文化生活 （页面存档备份，存于）
- OPENTIX兩廳院文化生活Facebook （页面存档备份，存于）
- PAR表演藝術雜誌 （页面存档备份，存于）
- 國家兩廳院 （页面存档备份，存于）
- 國家表演藝術中心 （页面存档备份，存于）
- 廣達電腦股份有限公司 （页面存档备份，存于）